# Calliope (rodzaj ptaków)
Calliope – rodzaj ptaków z rodziny muchołówkowatych (Muscicapidae).

## Zasięg występowania
Rodzaj obejmuje gatunki występujące w Azji.

## Morfologia
Długość ciała 12,5–16 cm, masa ciała 13,9–29 g.

## Systematyka

### Etymologia
Epitet gatunkowy Motacilla calliope Pallas, 1776 (w mitologii greckiej Kalliope (ang. Calliope) była najwyżej postawioną w hierarchii muzą, patronowała wymowie i poezji epicznej).

### Podział systematyczny
Do rodzaju należą następujące gatunki:
- Calliope pectardens David, 1877 – słowiczek ognistogardły
- Calliope obscura (Berezovski & Bianchi, 1891) – słowiczek czarnogardły
- Calliope pectoralis Gould, 1837 – słowiczek białosterny
- Calliope tschebaiewi Przevalski, 1876 – słowiczek wąsaty – takson wyodrębniony na podstawie badań taksonomicznych z C. pectoralis[6]
- Calliope calliope (Pallas, 1776) – słowiczek rubinowy